# Électre (Grétry)
Électre és una òpera en tres actes amb música d'André Grétry i llibret en francès de Jean-Charles Thilorier, que es va inspirar en la tragèdia homònima d'Eurípides.
Composta l'any 1782, mai va ser posada en escena. Pertany al gènere de la tragédie lyrique.